# Christo Projkow
Christo Projkow (ur. 11 marca 1946 w Sofii) – bułgarski duchowny katolicki rytu bizantyjskiego. Egzarcha apostolski Sofii w latach 1995–2019, w latach 2019–2024 biskup eparchii św. Jana XXIII w Sofii.

## Życiorys
23 maja 1971 otrzymał święcenia kapłańskie i został inkardynowany do egzarchatu apostolskiego Sofii. W latach 1982–1993 kierował parafią katedralną w Sofii.
18 grudnia 1993 został mianowany przez Jana Pawła II koadiutorem egzarchy apostolskiego Sofii oraz biskupem tytularnym Briula. Sakry biskupiej udzielił mu w Rzymie papież. Rządy w egzarchacie objął 5 września 1995 po przejściu poprzednika na emeryturę. W tym samym roku objął kierownictwo w bułgarskiej Konferencji Episkopatu.
W 2019 po podniesieniu egzarchatu do rangi eparchii św. Jana XXIII w Sofii został jej pierwszym ordynariuszem.
8 kwietnia 2024 papież Franciszek przyjął jego rezygnację z urzędu ordynariusza eparchii św. Jana XXIII w Sofii złożoną ze względu na wiek.